# Westa

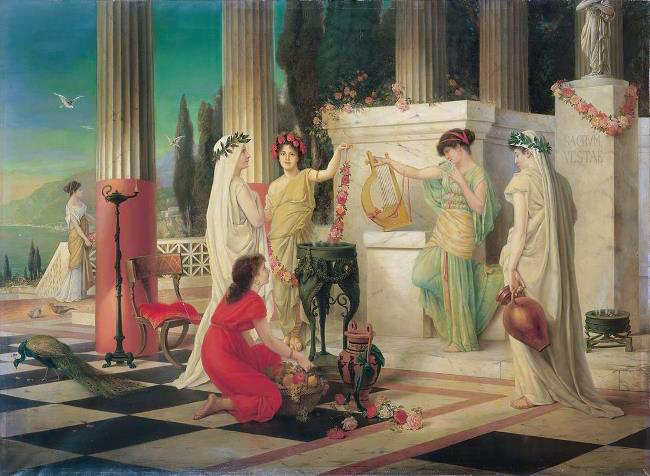
W świątyni Westy (mal. Constantin Hölscher, 1902)

Westa (łac. Vesta) – w mitologii rzymskiej bogini ogniska domowego i państwowego, odpowiednik bogini Hestii w mitologii greckiej.
Jedno z najważniejszych bóstw rzymskich. Tradycja przypisuje wprowadzenie kultu Westy królowi Numie Pompiliuszowi. Jednak dokonał on prawdopodobnie tylko wprowadzenia kultu Westy jako bogini ogniska państwowego i wybudował odpowiednią świątynię. Sam kult ogniska domowego jest przypuszczalnie przedhistoryczny i przed Numą był uprawiany prywatnie przez poszczególne rodziny (familiae) i szczepy (gentes) italskie.
Świątynia Westy, pierwotnie umiejscowiona była (wraz z gajem) na stoku Palatynu, a obecnie znajduje się na Forum Romanum w Rzymie. Płonął w niej wieczny, reprezentujący samą Westę ogień, którym opiekowały się kapłanki-dziewice zwane westalkami. Jego zgaśnięcie uznawano za zły zwiastun dla państwa. Palenisko było czyszczone raz w roku, 1 marca (który to dzień był początkiem roku w kalendarzu rzymskim) po czym odbywała się uroczysta ceremonia odnowienia ognia. Rozpalania dokonywano przez potarcie dwóch kawałków drewna, pochodzącego z pnia drzewa owocującego. Jego ostateczne wygaszenie nastąpiło w 394 r. n.e. na polecenie chrześcijańskiego cesarza Teodozjusza Wielkiego.
Świątynia Westy miała nieco odmienny charakter od pozostałych rzymskich świątyń. W szczególności nie była inaugurowana (konsekrowana przez augurów) i w związku z tym formalnie wcale nie była świątynią. Wskutek tego, np. nie mógł się tam zbierać i obradować Senat.
Kult Westy miał rodowód praindoeuropejski. Jest to przypuszczalnie jedno z najstarszych bóstw europejskich.